# 蒙雷阿勒莱苏尔斯
蒙雷阿勒莱苏尔斯（法語：Montréal-les-Sources，法語發音：[mɔ̃ʁe.al le suʁs]）是法国德龙省的一个市镇，位于该省东南部，属于尼永斯区。

## 地理
蒙雷阿勒莱苏尔斯（44°24'5"N, 5°18'0"E）面积10.26 平方千米，位于法国奥弗涅-罗讷-阿尔卑斯大区德龙省，该省份为法国东南部内陆省份，北起顺时针与伊泽尔省、上阿尔卑斯省、上普罗旺斯阿尔卑斯省、沃克吕兹省和阿尔代什省接壤。
与蒙雷阿勒莱苏尔斯接壤的市镇（或旧市镇、城区）包括：阿尔帕翁、勒波厄西吉拉、萨于讷、圣迈。

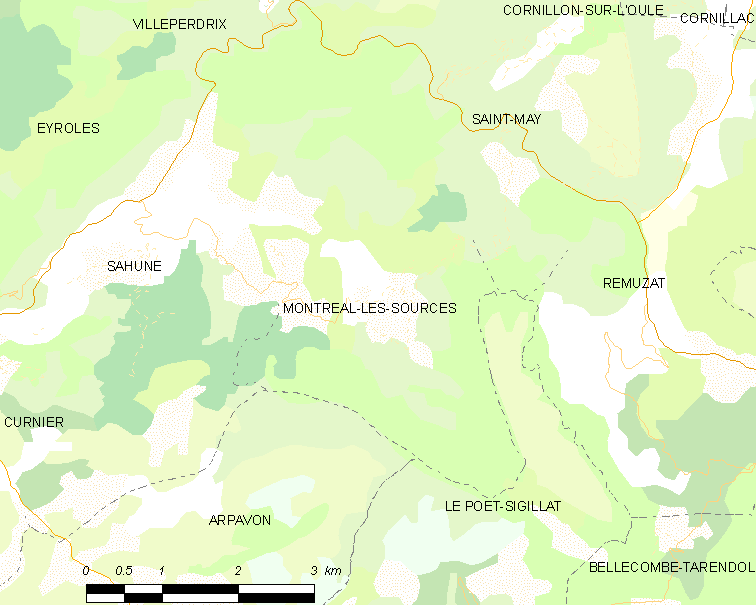
蒙雷阿勒莱苏尔斯的OSM定位图

蒙雷阿勒莱苏尔斯的时区为UTC+01:00、UTC+02:00（夏令时）。

## 行政
蒙雷阿勒莱苏尔斯的邮政编码为26510，INSEE市镇编码为26209。

## 政治
蒙雷阿勒莱苏尔斯所属的省级选区为尼永斯-巴罗尼县。

## 人口

1962-2008年间蒙雷阿勒莱苏尔斯人口变化图示

蒙雷阿勒莱苏尔斯于2022年1月1日时的人口数量为25人。